# RED Digital Cinema
RED Digital Cinema е американска компания, специализирана в производството на професионални цифрови кинокамери и аксесоари. Основана през 2005 г. от Джим Джанард, създател на марката Oakley, компанията бързо се утвърждава като иноватор в областта на цифровата кинематография. Камерите на RED предлагат висока резолюция, модулен дизайн и изключително качество на изображението, като се използват в десетки холивудски и независими продукции по целия свят.[източник? (Поискан днес)]

## История
RED Digital Cinema е основана с идеята да революционизира филмовата индустрия чрез цифрови камери, предлагащи качество, съизмеримо или по-добро от традиционните филмови ленти. През 2006 г. на изложението NAB компанията представя първата си камера – RED ONE, предлагаща 4K резолюция по време, когато 2K е индустриален стандарт. RED ONE започва да се доставя през 2007 г. и бързо печели интереса на оператори и режисьори.

## Продукти
RED предлага разнообразие от камери, предназначени за различни нужди на продукцията – от независими филми до холивудски блокбъстъри. Сред тях особено място заемат следните модели:
- RED ONE – първата камера на компанията с 4K резолюция.
- DSMC (Digital Stills and Motion Camera) – модулна система, позволяваща снимане както на видео, така и на фотографии.
- DSMC2 – усъвършенствана версия на DSMC с поддръжка на сензори като Helium, Gemini и Monstro.
- RED MONSTRO 8K VV – флагмански сензор с пълноформатен размер (Vista Vision), над 17 стопа динамичен обхват и 8K резолюция. Това е една от най-престижните и използвани[източник? (Поискан днес)] камери на компанията, отличаваща се с кинематографичен изглед и широка употреба в световното кино.
- RANGER – интегрирана платформа, включваща и Monstro сензор, предназначена за студийни и големи продукции.
- KOMODO и KOMODO-X – компактни 6K камери с глобален затвор.
- V-RAPTOR и V-RAPTOR XL – най-новото поколение камери с 8K резолюция и нова архитектура.

## RED Monstro VV
RED Monstro 8K VV е считана за дигитална камера от най-висок клас в историята на RED. Сензорът предлага 8K резолюция (8192 × 4320 пиксела), пълноформатен (Vista Vision) размер и динамичен обхват от над 17 стопа. Това я прави изключително подходяща за филмови продукции, където се търси максимална детайлност, гъвкавост при обработката и образ с аналогов характер.[поясни]
Monstro е използвана в множество високобюджетни продукции, включително филмите Guardians of the Galaxy Vol. 3, The Suicide Squad, All Quiet on the Western Front, както и сериалите Stranger Things и The Queen’s Gambit. Камерата е интегрирана и в системата Panavision DXL2, превръщайки се в предпочитан инструмент на оператори в Холивуд и Европа.
RED Monstro символизира стремежа на компанията към върхово качество на изображението и е сред най-разпознаваемите ѝ технологични постижения.

## Използване в киното
Камерите на RED са използвани в десетки големи филмови продукции, сред които:
- The Social Network (2010);
- The Hobbit (трилогия, 2012 – 2014);
- Guardians of the Galaxy Vol. 3 (2023);
- The Suicide Squad (2021);
- Stranger Things (сезон 3, 2019);
- The Queen’s Gambit (2020);
- Portrait of a Lady on Fire (2019);
- All Quiet on the Western Front (2022);
- 6 Underground (2019);
- The Aeronauts (2019).

## Технологии
RED разработва собствен RAW формат – REDCODE, който позволява високо ниво на компресия без съществена загуба на качество. Камерите на компанията поддържат работа с 16-битова дълбочина на цветовете и множество LUT профили, както и запис върху специални RED MINI-MAG носители. Компанията също така предлага софтуер за редакция и обработка на видео, включително REDCINE-X и други инструменти за постпродукция.

## Влияние върху индустрията
С въвеждането на RED ONE и развитието на иновативни модели като Monstro 8K VV, RED Digital Cinema изиграва ключова роля в цифровата революция в киното. Компанията не само повишава стандартите за резолюция и динамичен обхват, но и променя начина, по който се снимат и постпродуцират филмите в дигиталната епоха.[източник? (Поискан днес)]